# 江北駅 (佐賀県)
江北駅（こうほくえき）は、佐賀県杵島郡江北町大字山口にある、九州旅客鉄道（JR九州）の駅である。

## 概要
2022年9月23日の西九州新幹線開業に伴って肥前山口駅（ひぜんやまぐちえき）から改称した。
西九州新幹線武雄温泉駅 - 長崎駅間開業までは、佐賀県中部地域の鉄道交通の要衝だったが、一部の特急「かもめ」は通過していた。当駅の所属線である長崎本線と、当駅を起点とする佐世保線の2路線が乗入れている。佐世保線の列車は一部の普通列車を除いて長崎本線鳥栖駅方面に直通している。
国鉄時代から長崎駅・佐世保駅発着特急列車は当駅での連結・切離しが多かったが、2011年3月12日のダイヤ改正により「かもめ」「みどり（・ハウステンボス）」の連結運転が終了し、当駅で連結・切離しを行う特急列車は消滅した。現在は肥前浜駅・早岐駅発着の普通列車1往復の連結・切離しのみが行われている。2016年3月25日まではこれとは別に、「みどり」1往復が「ハウステンボス」編成の連結・切り離しを行っていたが、翌日のダイヤ改正で当駅での連結・切離しが無くなり、当駅での特急列車の連結・切り離しシーンは完全に姿を消すことになった。
2002年からワンマン運転が導入された。当初は長崎本線当駅以西及び佐世保線のみが対象だったが、翌年に長崎本線全線に拡大された。ワンマン運転の列車は当駅で精算方法が変わり、鳥栖駅 - 当駅間の長崎本線では車内精算を行わなくなったが、2022年9月より佐賀駅 - 当駅では車内精算が再開された。また、基本的に普通列車の乗務員交代（南福岡運転区・久留米運輸センター・博多運転区と長崎総合乗務センター）もこの駅を境に行われる。但し、長崎駅や佐世保駅から鳥栖駅まで乗通す乗務（長崎総合乗務センター所属運転士）、長崎駅から博多駅まで約155 kmを普通列車に乗り通す乗務（南福岡運転区所属運転士など）も存在する。
2022年からは長崎本線長崎方面及び佐世保線から気動車による普通列車が再度当駅まで運転されるようになった。

## 歴史

### 年表
- 1895年（明治28年）5月5日：九州鉄道（初代）の山口駅（やまぐちえき）として開設[3]。
- 1898年（明治31年）11月27日：鳥栖駅 - 山口駅 - 早岐駅 - 長崎駅（現・浦上駅）間の九州鉄道長崎線が全通（現在の長崎駅までの延伸は1905年）。
- 1907年（明治40年）7月1日：九州鉄道が国有化され、帝国鉄道庁に移管[3]。
- 1909年（明治42年）10月12日：線路名称制定により、長崎本線の駅となる。
- 1913年（大正2年）3月1日：山口県の鉄道院山口駅が同年2月20日に開設したことに伴い、駅名重複を避ける目的から肥前山口駅（ひぜんやまぐちえき）に改称[3][注釈 2]。
- 1930年（昭和5年）
  - 3月9日：有明線肥前山口駅 - 肥前竜王駅間開業に伴い、長崎本線と有明線の駅となる。
  - 11月30日：有明線が肥前浜駅まで延伸。
- 1934年（昭和9年）
  - 3月24日：有明西線の諫早駅 - 湯江駅間開業に伴い、有明線を有明東線に改称。
  - 4月16日：有明東線が多良駅まで延伸。
  - 12月1日：多良駅 - 湯江駅間が開業し、肥前山口駅 - 肥前鹿島駅 - 諫早駅間が全通。長崎本線は肥前鹿島駅経由ルートに変更され、従来のルートは早岐駅を境に佐世保線、大村線として分離される。これにより当駅は長崎本線と佐世保線の駅となる。
- 1962年（昭和37年）2月15日：貨物取扱廃止[3]。
- 1976年（昭和51年）6月6日：長崎本線（喜々津駅 - 長与駅 - 浦上駅間を除く）及び佐世保線が電化される。
- 1987年（昭和62年）4月1日：国鉄分割民営化に伴い、九州旅客鉄道（JR九州）の駅となる[3]。
- 2003年（平成15年）12月24日：橋上駅舎化[1][9]。
- 2022年（令和4年）
  - 8月10日：接近メロディ及び発車メロディを江北町制70周年記念楽曲であるくるりの「宝探し」に変更[10][11]。
  - 9月23日：江北駅（こうほくえき）に改称[4][5]。観光特急「ふたつ星4047」が運行を開始し、停車駅となる。
- 2024年（令和6年）10月3日：長崎本線（佐賀駅 - 当駅間）及び佐世保線でICカード「SUGOCA」の利用を開始[12][13]。

### JR最長片道切符の旅ゴールの記念碑

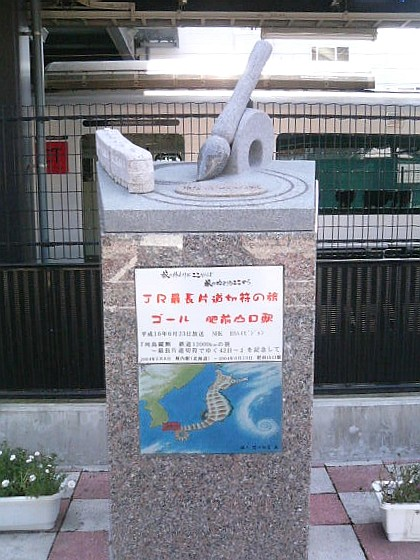
駅前（北口）にある『列島縦断 鉄道12000キロの旅 〜最長片道切符でゆく42日〜』の記念碑

肥前山口駅時代には、最長片道切符の終点駅として知られていた（最長片道切符についての詳細は同項目を参照）。1989年5月1日に名寄本線・天北線が廃止されたことに伴うルート変更で終点駅となり、33年後、2022年9月23日の西九州新幹線開業に伴ってその座を新大村駅に譲った。なお2024年4月1日には根室本線富良野駅 - 新得駅間の廃止でさらにルートが変わり、同日以降は長万部駅が最長片道切符の終点となっている。
2004年、NHKのテレビ番組『列島縦断 鉄道12000キロの旅 〜最長片道切符でゆく42日〜』が放送され、肥前山口駅は稚内駅からの旅の終点として取り上げられた。これを記念し、「JR最長片道切符の旅ゴール 肥前山口駅」および「旅の終わりがここなら 旅の始まりもここから（番組主題歌・カズン『風の街』の詞の一部）」と書かれた記念碑が駅北側に建てられた。碑を管理する江北町は2022年の時点で、記念碑の撤去は考えていないとしている。

### 江北駅への改称
当駅が所在する江北町では、町の知名度を上げるために九州新幹線（西九州ルート）開業時及び町制施行70周年を機に駅名を「江北駅」に変更する計画が持ち上がった。2021年3月4日には、駅名改称などを求める町民有志が団体を結成している。一方、歴史や親しみのある駅名を変更することに反対する声もあったが、2021年3月には町議会が駅名を「江北駅」に改称するための関連費を含む一般会計当初予算案を賛成多数で可決し、JR九州と駅名改称に関する協定を締結した。同年4月、2022年秋の西九州新幹線開業と同日に改称することを正式発表。翌2022年6月、同年9月23日に改称されることが発表された。
駅名改称後、「肥前山口」時代の駅名標は、購入したい鉄道ファンがいると考えた博多駅長の発案で数点が保存され、2023年2月11日に嬉野温泉駅前で開かれたイベントで競売（オークション）にかけられ、文字がかすれた最も古めかしい一枚は25万円で落札された。

## 駅構造

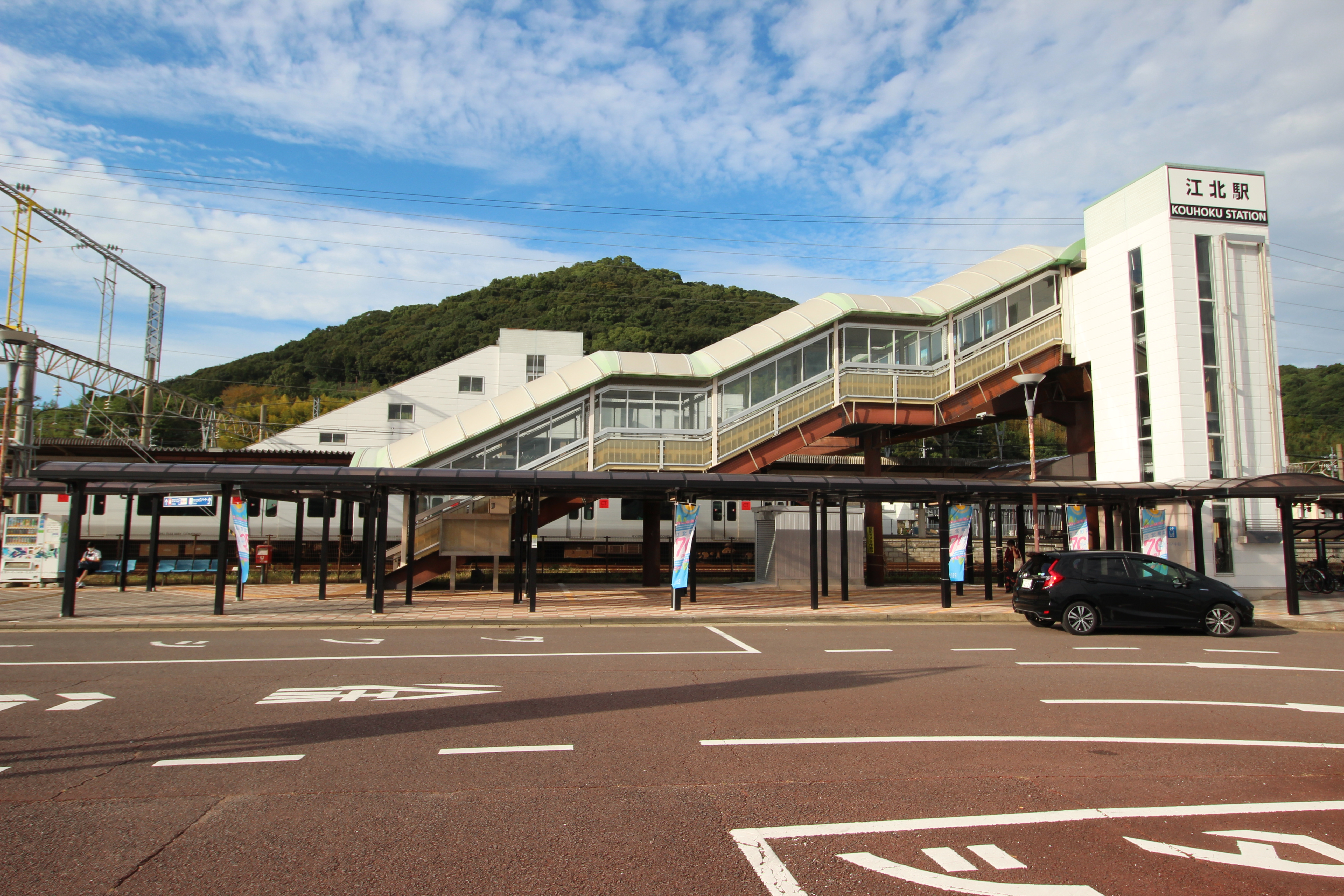
駅舎（南口・2022年9月）

単式ホーム1面1線と島式ホーム2面4線、合計3面5線を有する地上駅。JR九州の直営駅であり、みどりの窓口や自動券売機も設置されているが、自動改札機は設置されていない。2023年9月までは九州交通企画→JR九州鉄道営業→JR九州サービスサポートが業務を行う業務委託駅であったが、委託化されていた時期においても構内の信号扱いや入換を担当するJR九州本体の運転要員や駅長は引き続き佐賀鉄道部→佐賀鉄道事業部所属で配置されていた。1番のりばと2番のりばの間に1本、5番のりばの横に2本の留置線がある。運転扱い上はこれらの留置線にも番号が振られているため、2番のりばから5番のりばはそれぞれ3番線から6番線となっている。1番のりば（単式ホーム）・4番のりばと5番のりば（島式ホーム）の一部（2両分）は、817系電車の停車を考慮してホームが嵩上げされており、ホームと電車との段差がほとんどない。3本あるホーム、さらに南北双方の出入口にはエレベーターが設置されている（計5基）。
当駅付近の配線はかつて長崎本線が早岐駅経由だった名残で、鳥栖駅方面からの長崎本線と佐世保線の線路がほぼ一直線に連続しており、長崎駅方面への長崎本線の線路は下り側から見て大きく左にカーブする形になっている。
当駅には、機関車を方向転換するためのデルタ線（三角線）が設置されていた。これは、転車台を設置すると佐賀平野の軟弱な地盤では地盤沈下してしまう恐れがあったためである。1970年頃を境に撤去されている。
かつては出入口は北側のみであったが、駅裏だった南側に国道34号江北バイパスが完成し、住宅や店舗が増加した。このため南側からの利便性向上を図るため、2003年12月に南北自由通路に増設する形で橋上駅舎が建設された。2005年になり駅自動放送が導入された。

### のりば
当駅は長崎本線と佐世保線の分岐駅であるため始発・終着の列車が多いことから、2番のりばを除いて全てのホームに2方向以上の列車が発着する。配線上では2番のりばを上り本線、4番のりばを下り本線としているため特急列車の発着ホームはおおむね固定されているが、普通列車については配線上2番のりばの鳥栖方面からの入線と長崎・佐世保方面への出発、4番のりばの鳥栖方面への出発が不可能である以外には発着番線に規則性は無いため、駅の時刻表で確認する必要がある。
| のりば | 路線                                                           | 方向 | 行先                       | 備考                                                         |
| ------ | -------------------------------------------------------------- | ---- | -------------------------- | ------------------------------------------------------------ |
| 1      | □観光特急「ふたつ星4047」                                      | 下り | 諫早・長崎方面             |                                                              |
| 1 - 5  | ■長崎本線                                                      | 下り | 諫早・長崎方面             | 2番のりばは使用しない 多良・諫早方面は原則として肥前浜で乗換 |
| 1 - 5  | ■長崎本線                                                      | 上り | 佐賀・鳥栖・博多方面       | 4番のりばは使用しない                                        |
| 1 - 5  | ■佐世保線                                                      | 下り | 早岐・佐世保方面           | 2番のりばは使用しない 佐世保方面は原則として早岐で乗換       |
| 2      | □特急「リレーかもめ」「かささぎ」 「みどり」「ハウステンボス」 | 上り | 佐賀・鳥栖・博多方面       |                                                              |
| 3・4   | □特急「リレーかもめ」                                          | 下り | 武雄温泉・諫早・長崎方面   | 武雄温泉で新幹線「かもめ」に接続                             |
| 3・4   | □特急「みどり」「ハウステンボス」                              | 下り | 佐世保・ハウステンボス方面 |                                                              |
| 3・4   | □特急「かささぎ」                                              | 下り | 肥前鹿島行き               |                                                              |

### 駅メロディ
2022年8月10日から全ホームで接近・発車メロディを使用している。曲は江北町の町制施行70周年記念楽曲として制作されたくるりの「宝探し」である。列車の入線時及び発車時の予告放送の前に、サビ部分のアレンジが5秒程度流れる。メロディはスイッチの制作で、編曲は福嶋尚哉が手掛けた。

## 発着列車
特急「リレーかもめ」は一部列車が通過し、「みどり」・「みどり（リレーかもめ）」・「ハウステンボス（リレーかもめ）」・「かささぎ」は全列車が停車する。
かつて運行されていた、本州に直通する優等列車のうち、当駅で分割併合を行わない列車は多くが通過していた。在来線電車特急であった時代の「かもめ」「みどり」は当初は分割併合を行うため全列車が停車していたが、全列車併結運転では無くなった1985年以降、単独運転の「かもめ」の一部は当駅を通過していた。その後2004年3月ダイヤ改正で一度全列車が停車するようになったが、併結運転が完全に終了した2011年3月12日以降は再び一部の「かもめ」が通過している。
なお「みどり」に関しては当駅を通過する列車が設定されたことはない。現在も「みどり」と併結運転を行っている「ハウステンボス」も同様であるが、「ハウステンボス」の前身に当たる「オランダ村特急」は通過していた。

## 駅弁
かつては「常盤軒」が駅弁を販売していたが、現在は撤退している。
2022年現在では駅北口にあるコンテナショップ「エキ・キタ」で営業する「桝屋」が弁当を扱っており、事実上の駅弁となっている。販売する主な弁当は以下の通り。
- かしわめし - 第13回九州駅弁グランプリ優秀賞
- むつごろうちらし寿司

## 利用状況
2023年（令和5年）度の1日平均乗車人員は1,088人であり、JR九州の駅としては第150位である。長崎本線と佐世保線の乗換利用が主で当駅自体の利用客はそれ程多く無く、特急利用者も福岡都市圏（博多方面）への利用が大半で、長崎県内に向かう利用（長崎・佐世保方面）は少ない。
| 年度   | 1日平均 乗車人員 |
| ------ | ---------------- |
| 2000年 | 1,097            |
| 2001年 | 1,130            |
| 2002年 | 1,144            |
| 2003年 | 1,103            |
| 2004年 | 1,129            |
| 2005年 | 1,121            |
| 2006年 | 1,139            |
| 2007年 | 1,181            |
| 2008年 | 1,161            |
| 2009年 | 1,139            |
| 2010年 | 1,195            |
| 2011年 | 1,231            |
| 2012年 | 1,209            |
| 2013年 | 1,205            |
| 2014年 | 1,153            |
| 2015年 | 1,205            |
| 2016年 | 1,212            |
| 2017年 | 1,226            |
| 2018年 | 1,215            |
| 2019年 | 1,163            |
| 2019年 | 834              |
| 2021年 | 858              |
| 2022年 | 998              |
| 2023年 | 1,088            |

## 駅周辺

### 駅北側
住宅地などがある。
- コンテナショップ「エキ・キタ」 - 2022年5月4日オープン。飲食店を始めとした9店舗が営業している。
- 江北町役場
- 山口郵便局
- 身代わり観音像
- 東照寺
- 祐徳バス「江北駅前」停留所
  - 牛津 → 徳万 → 県警本部前 → 佐賀駅バスセンター
  - 白石 → 竜王駅前 → 鹿島バスセンター → 中川 → 祐徳神社
  - 大町 → 北方 → 武雄駅前 → 下西山
- 佐賀県立白石高等学校商業科キャンパス（西へ2.5 km）

### 駅南側
- イオン江北店
- 祐徳バス乗り場（江北循環線）
- 江北町幼児教育センター
- 江北町立江北小学校
- 江北町立江北中学校
- 国道34号バイパス

## 隣の駅
九州旅客鉄道（JR九州）
■長崎本線
- 特急「かささぎ」停車駅
- 特急「ふたつ星4047」停車駅

■区間快速（上りのみ運転）
牛津駅 ← 江北駅
■普通
牛津駅 - 江北駅 - 肥前白石駅
■佐世保線
- 特急「みどり」「ハウステンボス」停車駅
- 特急「リレーかもめ」一部停車駅
- 特急「ふたつ星4047」停車駅

■普通
牛津駅（長崎本線） - 江北駅 - 大町駅